# Solar Orbiter

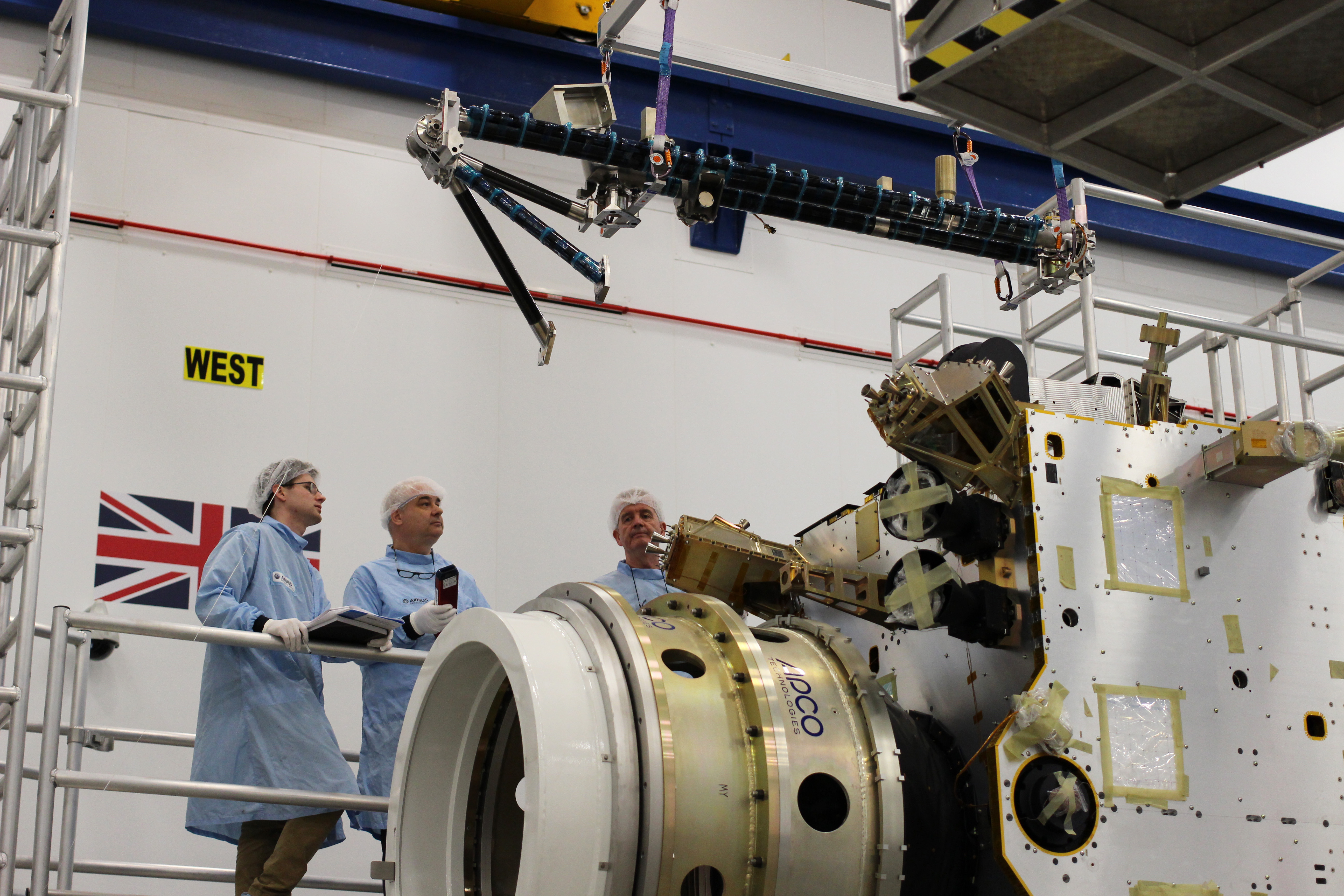
Testmodel van de Solar Orbiter

De Solar Orbiter (SOLO) is een ruimtemissie van de Europese Ruimtevaartorganisatie (ESA) en de Amerikaanse Ruimtevaartorganisatie (NASA). Het doel is om een observatiesatelliet in een baan rond de Zon te brengen. De onbemande ruimtesonde werd op 10 februari 2020, om 4:03 (UTC) met een Atlas V-411-raket vanaf lanceercomplex SLC-41 op Cape Canaveral AFS gelanceerd.
Vanaf een elliptische baan observeert de Solar Orbiter de Zon op dichte afstand, tot maar 0,22 AU (ongeveer een vijfde van de afstand tussen de zon en de Aarde), ofwel 48 keer de straal van de Zon. Dit maakt het mogelijk om foto's te nemen van de zon op hogere resolutie dan ooit tevoren. Vooral de poolregio's van de Zon zijn met de satelliet veel beter te zien dan vanaf de Aarde. Naast het fotograferen, observeren en beter in kaart brengen van de Zon doet de ruimtesonde ook onderzoek naar de heliosfeer, het gebied rond de Zon waar de zonnewind overheerst.
De ruimtesonde wordt voortgedreven door een ionenmotor (Solar Electric Primary Propulsion). Deze zet met behulp van zonnepanelen zonlicht om in elektriciteit. Hiermee worden gasatomen elektrisch geladen. Als deze het ruimtevaartuig verlaten stuwen ze door hun reactiekracht het ruimtevaartuig voort. Dit betrekkelijk nieuwe type aandrijving werd met succes getest door de SMART-1, een observatiesatelliet van ESA die van 2003 tot 2006 in een baan rond de Maan draaide.
De Solar Orbiter is de opvolger van twee eerdere ruimtesondes naar de Zon, de Ulysses (gelanceerd in 1990) en de SOHO (gelanceerd in 1995). Het oorspronkelijke besluit tot de Solar Orbiter-missie werd in 2001 genomen. Na enkele jaren van voorbereidend onderzoek kreeg het programma in 2007 het groene licht voor de formele definitiefase.
De Solar Orbiter is onderdeel van het HELEX (Heliophysics Explorers)-onderzoeksprogramma, samen met de Parker Solar Probe van NASA die in augustus 2018 gelanceerd is en de Zon nog veel dichter benadert dan de Solar Orbiter, tot maar 9 keer de straal van de Zon. NASA werkt ook mee aan de Solar Orbiter: de organisatie was verantwoordelijk voor de boeking van de Atlas V-lanceerraket en leverde daarnaast ook instrumenten.